# Together (Ray-Henderson-Lied)
Together ist ein Lied, das Ray Henderson (Musik), Buddy DeSylva und Lew Brown (Text) verfassten und 1928 veröffentlichten.

## Hintergrund
Dem Songwriter-Team Henderson, DeSlyva und Brown gelang mit Together „eins der jazzigsten Stücke“ der Roaring Twenties; das Lied mit einer „traurigen Melodie“ ist in F-Dur in der Form ABA'C geschrieben; der Liedtext „ist ohne Umschweife sentimental“:
You've gone from me
But in my memory
We always will be together.

## Erste Aufnahmen und spätere Coverversionen
Dem Orchester von Paul Whiteman, mit Bix Beiderbecke am Kornett, gelang 1928 mit dem Song ein Nummer-1-Hit in den Vereinigten Staaten.
Populär war Together auch durch Aufnahmen von Nick Lucas und Cliff Edwards;
zu den weiteren Musikern, die den Song ab 1928 coverten, gehörten Sam Lanin (Okeh), Arnold Johnson (Brunswick), in England The Rhythmic Eight um Bert Firman und in Berlin Lud Gluskin und Billy Bartholomew’s Delphians Jazz Band.
Der Diskograf Tom Lord listet im Bereich des Jazz insgesamt 214 (Stand 2015) Coverversionen, u. a. von Artie Shaw, Benny Goodman, Charlie Spivak, Stan Kenton. Zu einem Standard wurde Together erst 1944, als er in dem Film Since You Went Away gesungen wurde. Es folgten in dieser Zeit Coverversionen des Songs u. a. von Jimmy und Tommy Dorsey, Mildred Bailey, Phil Moore, Red Nichols, Raymond Scott, Billy Eckstine, Andy Kirk und Louis Armstrong. Connie Francis nahm den Song 1961 auf. In der Verfilmung der Zusammenarbeit der drei Songwriter (Fanfaren der Freude (The Best Things in Life Are Free) aus dem Jahr 1956), wird das Leitmotiv in einer Montage mit weiteren Stücken gesungen.